# Remy Bonjasky
Remy Kenneth Bonjasky (Paramaribo, 10 januari 1976) is een Surinaams-Nederlands voormalig kickbokser en drievoudig winnaar van de K-1 World Grand Prix.

## Biografie
Bonjasky werd geboren in de Surinaamse hoofdstad Paramaribo en verhuisde op zijn vijfde met het gezin naar Nederland. Hij stamt af van de marrons. Zijn achternaam komt uit de Aukaanse taal en werd aanvankelijk gespeld als Bonjasking. Het komt van de Aukaanse uitdrukking ‘bong a siking’, wat letterlijk ‘botten aan het lichaam’ betekent en waarmee vrij vertaald ‘sterke botten van een sterke persoon’ wordt bedoeld. Het was de achternaam die Bonjasky's overgrootvader kreeg vanwege zijn zware beroep als vrachtvaarder.

## Loopbaan
Bonjasky was in zijn jeugd vooral op het voetbalveld te vinden. Hij maakte op zijn achttiende kennis met de vechtsport. Door zijn traptechniek kreeg Bonjasky al snel de bijnaam The Flying Gentleman.
In 2003, bij zijn debuut in de K-1 World Grand Prix Final in Tokio, won hij ten overstaan van 70.000 toeschouwers de titel, hetgeen hem een bedrag opleverde van 400.000 dollar. In 2004 won Bonjasky voor de tweede maal de K-1-wereldtitel. Hij trainde tot de K-1 World GP 2005 bij Mejiro Gym en in de periode 2005 tot en met 2010 bij Vos Gym Amsterdam. In 2008 won hij voor de derde maal de fel begeerde K-1 World Grand Prix-titel. 
Zijn trainer was Ivan Hippolyte, zijn manager Charley Heus.

### K-1 Grand-Prix finale 2007
Tijdens de kwartfinale van de K-1-finale 2007 K-1 superzwaargewicht versloeg Remy de Amsterdammer Badr Hari. Na een felle partij, waarin Bonjasky in de derde ronde agressiever was, werd hij uitgeroepen tot winnaar. In de daaropvolgende partij verloor Bonjasky van Peter Aerts, na een jurybeslissing. In de finale verloor Aerts weer van Semmy Schilt.

### K-1 Grand-Prix Finale 2008
De beide vechters verschenen ogenschijnlijk ongeschonden in de finale. Halverwege de eerste ronde gaf Bonjasky een stoot op de kin van Hari. Als gevolg hiervan viel hij in de touwen en een trap van Bonjasky scheerde rakelings langs het hoofd van Hari. Vervolgens gaf Bonjasky een trap waarna Hari zijn been greep en Bonjasky op de grond viel. Direct daarna gaf Hari de op de grond liggende Bonjasky twee stoten op zijn dekking. Terwijl de scheidsrechter hem wegtrok gaf hij nog een hielkick op het hoofd van Bonjasky. Voor dit onsportieve vergrijp kreeg Hari direct een gele kaart. Vervolgens ontfermde de ringdokter zich over de aangeslagen Bonjasky en werd een herstelpauze ingelast van vijf minuten. Na deze onderbreking constateerde de dokter dat Bonjasky nog steeds dubbel zag en niet verder kon vechten. Daarop diskwalificeerde de scheidsrechter Hari met een rode kaart. Als gevolg hiervan werd Bonjasky voor de derde maal gekroond tot kampioen K-1 superzwaargewicht. Aan de overwinning was wederom een prijzengeld van 400.000 Amerikaanse dollars verbonden.

### K-1 Grand-Prix Finale 2009
Na drie ronden werd Errol Zimmerman in de kwartfinale door Bonjasky verslagen. In de halve finale werd de laatstgenoemde uitgeschakeld door Semmy Schilt. Bonjasky ging in de eerste ronde twee keer neer en verloor wegens een technische knock-out.

### Bonjasky Academy
In september 2010 opende Bonjasky zijn eigen sportschool, Bonjasky Academy, in Almere. Begin 2020 heeft hij ook een sportschool in Hilversum.

### Comeback
In 2012 werd Bonjasky benaderd door een nieuwe organisatie, Glory onder leiding van Pierre Andurand, om een aantal wedstrijden te vechten onder hun vlag. De eerste wedstrijd werd gevochten in Brussel op 6 oktober 2012, na bijna drie jaar afwezigheid van Bonjasky. Zijn tegenstander was de Braziliaanse vechter, "Braddock" da Silva. Bonjasky wist na 4 rondes de partij winnend af te sluiten.

## Trivia
- In 2004 vocht Bonjasky tegen de sumoworstelaar (yokozuna) Akebono, die 2,04 meter lang is en ten tijde van de wedstrijd 235 kg woog. Ondanks het enorme verschil in gewicht en lengte trapte Bonjasky Akebono in de derde ronde knock-out, met een highkick tegen het hoofd.
- Eind juli 2007 kwam hij in het nieuws doordat hij de politie in Amsterdam kon helpen met de arrestatie van twee Britten. Deze hadden met een blaaspijp vanuit een bestelwagen scherpe ijzeren pijltjes geschoten naar willekeurige voorbijgangers. Bonjasky was het laatste slachtoffer, en deze zette met een taxi de achtervolging op de bestelwagen in. Hierna belde hij de politie, waarna de daders gearresteerd werden. Bonjasky kreeg de taxikosten vergoed en een medaille van de politie en hij werd door de toenmalige burgemeester van Amsterdam, Job Cohen, tot ereburger van Amsterdam uitgeroepen. Beide Britten werden veroordeeld tot een gevangenisstraf wegens meerdere delicten.
- In 2014 deed Bonjasky mee aan het televisieprogramma Expeditie Robinson.
- In 2016 deed Bonjasky mee aan het televisieprogramma Zullen we een spelletje doen?.
- In 2017 deed Bonjasky mee aan het televisieprogramma Maestro.
- In 2017 deed Bonjasky mee aan het televisieprogramma Alles mag op zondag.
- In 2019 deed Bonjasky samen met Monica Geuze mee aan het televisieprogramma De gevaarlijkste wegen van de wereld.
- In 2020 deed Bonjasky mee aan het televisieprogramma Verborgen verleden.
- In 2021 werkt Bonjasky mee aan de tentoonstelling over slavernij in het Rijksmuseum.[3]
- In 2022 deed Bonjasky mee aan het televisieprogramma Marble Mania.
- In 2024 deed Bonjasky mee aan het televisieprogramma Moordfeest.
- In 2024 deed Bonjasky mee aan het televisieprogramma De Verraders Halloween.
- In 2024 vertolkte Bonjasky de rol van Ricardo in de film Dit is geen kerstfilm.